# Период реактора
Период реактора — время, за которое мощность ядерного реактора изменяется в e раз (~2,7 раза). Величина, обратная реактивности. Измеряется в секундах. Наряду с мощностью (измеряемой в процентах) является одной из основных нейтронно-физических характеристик работающего ядерного реактора. На работающем ядерном реакторе измеряется с помощью Аппаратуры Контроля Нейтронного Потока (Аппаратура контроля нейтронного потока).
Период реактора входит в список параметров, по которым осуществляется аварийная защита реактора. Пример типичных величин уставок:
- 10 секунд — срабатывание аварийной защиты (аварийный останов реактора, сброс управляющих стержней СУЗ).
- 20 секунд — срабатывание предупредительной защиты (движение управляющих стержней СУЗ вниз с рабочей скоростью).
- 40 секунд — запрет работы регулятора мощности реактора на её увеличение.

Величину периода реактора необходимо контролировать для того, чтобы не допустить разгона реактора на мгновенных нейтронах. Это возможно при увеличении доли быстрых нейтронов при быстром увеличении мощности реактора. Чтобы этого не произошло, в конструкцию реактора вносят такие изменения, которые не позволяют вводить слишком быстро положительную реактивность. Дополнительно устанавливается аварийная защита, которая остановит или ограничит мощность реактора при уменьшении периода меньше величины уставки. Введен технологический запрет на введение положительной реактивности одновременно несколькими системами (В реакторах ВВЭР-1000 системой борного регулирования и системой управления приводами СГИУ ). Кроме этого вводятся организационные и нормативные ограничения, не позволяющие персоналу проводить одновременно различные ядерно-опасные работы, потенциально способные привести к быстрому вводу положительной реактивности и, следовательно, породить неконтролируемый рост мощности.